# アイシア (ゲーム)
『アイシア』（Eithéa）は、アトラスより2001年2月22日に発売されたコンピュータゲーム。

## 概要
現代を生きる高校生たちと教師が「異世界アイシア」に呼び出され、元の世界へ帰る方法を探すために冒険するというシミュレーションRPG。
ごく平凡な高校生活を送る主人公（新見翔）。ところが突然大地震が起こり、彼は意識を失ってしまう。目を覚ました彼の前には、崩壊した学校と見慣れない景色、そして襲い来る異形の生物の姿があった。「アイシア」と呼ばれる世界を舞台に、そこにいる仲間たちとの冒険物語を描いた作品となる。
ゲームとしての分類はRPGだが、主人公が冒険中に他女性キャラクターとの仲を深めていき、最後には誰かしらの女性キャラクターから告白されるなど、恋愛ゲームとしての要素が強い。フィールドなどを移動中に仲間が不意に話しかけてくるリアルパートーシステム(RPS)が採用されている。時には仲間がつぶやく独り言や不満を聞き、プレイヤーがどのような対応をするかで仲間の「LAV（Latent Ability Voltage / 精神的な強さ）」が変化することになる。気持ちが高まると大きくなり、落ち込んだりすると小さくなるなど、キャラクターの感情に左右される。LAVの値によってイベントが発生する時もある。
主題歌は米倉千尋の「FLAME」、キャラクターデザインは七瀬葵が担当。
後にインタラクティブDVD (DVD-PG)版が発売された。

## エレの樹
アイシアの世界で人々が暮らすのに欠かせない3本の「エレの樹」。常に不思議な力を放出しており、このエネルギーを利用することで人々は生活を豊かにしてきた。樹は月光族と火竜族の森に1本ずつ存在し、それぞれの部族が管理している。残りの1本はアイシアの北に位置する聖地ヤムヤムの森にある。エレの樹は広範囲に根を伸ばしており、あちこちに小さな幼木を芽吹かせている。
ユーロリア
火竜族が生活する街。「エレの樹」から得るエネルギーを最大限に利用しているため、文明・生活レベルは高い。王女レアのもと、王制による政治がなされているが、王・貴族のエネルギー過剰採取に反発する内乱も起こり始めている。
イオピロス
月光族が住む村。「エレの樹」からのエネルギー採取は必要最低限に抑えており、狩猟を主にしたエコロジカルな生活を送っている。また部族内には、"エレの樹を護る"という意識が強く、樹を利用するだけの火竜族に対して敵意を抱いている。
カーライル
イオピロスとユーロリアの中間に位置する、商業都市。立場的にも中立で、月光、火竜、両部族の人々が生活している。さまざまな両店が軒を並べるが、街は立体的に入り組み歩きづらい。また、地下には廃墟が広がっている。

## ゲームシステム
街中やダンジョンを散策するなど従来のRPGと然程変わらない。ただし各章ごとに行ける場所が制限されており、ボスを倒してクリアしたダンジョンには二度と行くことができない。

### 戦闘
防具の概念を持たず、戦闘時に防御バリアを張る効果のある「ソウルリング」と呼ばれる指輪を装備することになる。ソウルリングは精神力で敵からの攻撃を防ぐ"壁"を作り出すアイテムで、防御力はLAVに応じて高くなる。
陣形（バリア）
戦闘はターン制バトルとなっているが、陣形が存在しておりこの陣形によってバリアが形成される。バリアが発生する方向から攻撃された場合、ダメージを引き下げられる。当然、バリアが出ていない場所から攻撃されたら大きなダメージを受けてしまう。戦闘中に陣形の方向を変えることで敵の攻撃に対処する必要がある。味方が一人でも倒れると陣形が維持できなくなりバリアが消えてしまう。ヒロインたちの好感度を高めることで新たな陣形を覚える。また、ストーリーの進行に応じてメンバーが増減するが、自分で入れ替えをすることはできない。
魔弾
戦闘に勝利すると「TIP」と呼ばれる銀の玉が手に入る。このTIPは銃の弾丸として使用が可能だが、アイテムや他のTIPと合成することで魔法効果を持つ「魔弾」を作ることができる。魔弾を用いることで「魔法」のような奇跡を引き起こす。属性攻撃、支援効果、状態異常などを引き起こすため戦闘では重要な要因となっている。平時に使用できるのは主人公とルーのみとなっており、基本的に他のメンバーでは使用ができない。ただしユカだけは武器を「爪」に変えることで魔弾を投げつけて使用できる。「陽神」と呼ばれる存在を召喚するものもある。

## 登場人物

### パーティーメンバー＆同行者
小説版では「精神だけがアイシアに来ている」という設定であり、肉体は地球にあることが明かされている。そのため風土病などの病気に罹ることはない。告白してくるヒロインはラストバトル直前でレディに殺されてしまうが、エンディング後にて女神の手によって復活し翔と結ばれることになる。年齢や身長などは小説版のキャラクター紹介から。
新見 翔（にいみ しょう）
声 - 上田祐司
【種族：地球人（アイシアの女神に生み出された守護者） / 性別：男 / 年齢：17歳 / 身長：175cm / 体重：70kg】
本作の主人公。赤ん坊の時に見たこともない葉っぱに包まれて明神学園の前に捨てられていた。ユカと共に習った空手とアイシアで手にした銃を武器として使う。その強い正義感と思いやりからパーティの中心となり始め、実質的なリーダーとなる。反面、早とちりしてしまうそそっかしいところもある。性的な事柄には鈍感で恋愛には興味を持たない。
翔の正体はアイシアの女神により生み出された守護者と呼ばれる存在。女神はアイシアを滅ぼそうとする魔女に対し、守護者を生み出した。しかし、アイシアに産み落としてはその力を悪用される恐れがある。また守護者が必ずしも正義の心を持つとは考えられない。だから地球という別の世界へ飛ばし、アイシアの常識に囚われることなく別の視点から物事を見極められるようにした。
使用武器は前腕から手までを覆い固定する形状の銃。ユカと同じく空手を習っているため身のこなしも軽い。
レディを倒した後は地球へと戻り、告白してきた女性とハッピーエンドを迎えることになる。
小説版
翔と同じ守護者が地球に何人も居ることが明かされている。また同書では「自分には為すべきことがあるのではないか」と疑問を抱き続けており、平穏な日常を送る中で焦燥感に晒されていた。このことから恋愛事は眼中になかった（考えることができなかった）とされている。父親も登場しており名前は章一。明神大学の警備員で秋穂の父親とは友人同士。妻はいるが夫婦そろって40歳を過ぎた今でも子供はいない。章一が警備員の仕事をしている最中に不思議な光を目の当たりにし、赤子の翔を発見したことで引き取られた。新見家の隣家がユカの父親が開く空手道場であり、ユカの父親からは実の息子同然に可愛がられていた。ユカと共に空手を習っていたが「為すべきこと」が引っ掛かっていたためやめてしまっている。
秋穂以外のヒロインたちから恋愛感情を寄せられてはいるものの本人が鈍感であるため気づいていない。
ユンを利用した末に殺したアゼルとオパスに激しい怒りを見せており、アルバイジャンの策でオパスを人質に取った際は「あんたが相手なら良心も傷まない」と述べている。
最終決戦ではアゼルの正体を見破った。その後、復活したレディにルーが致命傷を負わされてしまい、激昂して魔弾を発射。これまでの旅で得た絆を込めた一撃はレディでは吸収できず、光の中へ消え去った。その後、現代へと戻ったところユカと共にルーと再会し、自分が本当の意味で「為すべきことをやり遂げ、帰ってきた」ことを感じ入った。
松岡 ユカ（まつおか ユカ）
声 - 今井由香
【種族：地球人 / 性別：女 / 年齢：17歳 / 身長：165cm / 体重：45kg / 3サイズ：78・56・79】
翔とは小学校時代からの幼馴染で、ひかるの親友。両親が格闘家で格闘技の道場を経営しており、本人もかなりの腕前。空手部所属で、アイシアではその技を存分に発揮する。運動神経抜群でスポーツ全般が得意だが、料理は苦手で目玉焼きぐらいしか作れない。明るく社交的で面倒見が良く、誰からも好かれる。翔に好意を寄せているため、翔と親しそうにしているルーへの嫉妬心を隠せない。
ルーとは出あった時から最後までよく喧嘩をするが、翔曰く「仲が悪くて喧嘩しているわけじゃない」とのこと。
使用武器は爪と剣。爪を装備している時のみ魔弾を投げつけて攻撃することが可能。
小説版
父親が空手道場を開いており、翔とは家が隣同士だったため共に学んだ中。小学生までは翔と一緒にお風呂に入る仲だったが、中学生になってからは恥ずかしさを覚え始めたのでやめている。ヒトシとは失言の応酬を交わす仲。ラストバトルではレディに掴まり魔女にされそうになるが、ルーの一計により助けられる。エピローグでは翔と歩いている時にサンタさんのアルバイトをしていたルーとぶつかり、翔と共に再会を喜んでいた。
伊藤 ひかる（いとう ひかる）
声 - 菊池志穂
【種族：地球人 / 性別：女 / 年齢：16歳 / 身長：159cm / 体重：43kg / 3サイズ：80・58・78】
ユカの小学校からの親友。気が弱くおとなしい性格。泣き虫で引っ込み思案な自分を変えるため芸能界デビューを決め、芸能人の卵が多数通う学園に転校する。内気な性格だったが、芸能界デビュー決定後から少しずつ積極的になる。その矢先にアイシアに引き込まれる。幽霊部員であるが弓道部に所属する。性格が災いしお荷物扱いされることもあるが高い潜在能力を持つ。自分を助けてくれたイムルに好意を見せるようになる。しかし、翔がひかると仲を深めた場合は彼女とのエンディングも可能となっている。ラストバトル前にレディに殺されてしまうが、アイシアの女神によって生き返り再会を迎える。その際は「新見くん」ではなく「翔」と名前で呼ぶようになり、彼に告白する。
使用武器は弓矢。
小説版では序盤で翔に告白し掛けるが、その矢先にアイシアへの転移に巻き込まれてしまう。盗賊に襲われた際にイムルに助けられ、以降は彼を慕うようになり、翔に対する恋愛感情はうかがえなくなる。後にユーロリアにて幽閉されてしまうが、イムルが忘れていったジャケットの中に入っていた装飾品をイムルが発見したことでひかるたちが捕らえられていると知ることとなり、救出された。エピローグでは転校し、レッスンを終えて明るく華やかなアイドルとしてデビューした。
吉永 秋穂（よしなが あきほ）
声 - 玉川紗己子
【種族：地球人 / 性別：女 / 年齢：25歳 / 身長：169cm / 体重：52kg / 3サイズ：90・60・86】
大学で半導体研究を専攻し、ドクターコースを修めた教師。翔らの担任で弓道部の顧問。眼鏡を掛けた理知的な女性。冷静沈着だが正義感が強く、アイシアでは年長者としてその責任を全うしようとする。パーティの頭脳でもある。酒が苦手。
使用武器は弓矢。
小説版
父親は理論物理学を専門にする権威ある博士であり、秋穂自身も教師として英語と物理を担当している。弓道に関しては父親が「真の国際人とは自らの民族のアンディティティを確立した人間を言う」と考えていたため、幼少より習わされていた。父親と同じ道を歩まなかったのは教職の方が向いていると判断したため。
アイシアに来てしまったという事実に頭を悩ませてしまい、メンバーで一番冷静だった翔にリーダーを託した。アルバイジャンとの絡みも多く、彼が自分たちの世界のことを知っていると即座に見抜いた。エピローグではアルバイジャンやアイシアの正体の一端を彼女の視点から語られている。
ルー
声 - 三石琴乃
【種族：月光族（小説版では地球人） / 性別：女 / 年齢：17歳 / 身長：164cm / 体重：48kg / 3サイズ：88・56・80】
月光族の銃使い。一人称は「わたし」。狩りの腕前は一族の中でトップクラスであり、弓を扱う族内で銃を使える唯一の人物。幼馴染のシャイとはケンカ中で仲直りができない。現実的でシビアな考え方をするが、自分の気持ちを伝えるのが苦手なため、部族の中では厄介者扱いされている。翔に対して早い内から好意を見せており、ユカとはライバルのような関係に。ユカのことは「ツリギョロ」というあだ名で呼ぶ。甘い菓子が苦手。普段は男性的な口調で喋るが、時折女性的な口調も混じる。なお、イベントで翔と二人で話す時は完全に女性的な口調になる。
彼女の告白を受けた場合、ラストバトルにてレディに殺されてしまう。しかし女神によって復活させられ、一つの命として地球で生まれ変わっていた。ケーキ配りのアルバイトをしている時に翔と再会し、記憶を取り戻す。
使用武器は翔と同じく銃。
小説版
一人称は「あたし」になっており、素性も地球人に変更された。本名は「上月 瑠璃子（こうづき るりこ）」。現実世界において「ルー」という名前はあだ名とされている。あまり物事を深く考えない、スポーツ趣味の少女というキャラ付けがされている。
赤子の時、翔が地球にきたのとほぼ同時期に精神だけアイシアに飛ばされており、地球ではずっと昏睡状態に陥っていた。終盤ではレディの手からユカを助けた代償に致命傷を負うが、エピローグでは精神が地球へと戻り目を覚ましていることが判明する。しかしアイシアでの記憶は失っていた。入院費用を払うためにサンタさんのアルバイトを始め、仕事中にユカがぶつかったことで翔たちと再会し、翔から「ルー」と呼ばれたことで記憶を取り戻す。再会を果たしたところでこの物語は終幕となった。
ハーミー
声 - 大谷育江
【種族：夜夢族 / 性別：女 / 年齢：12歳 / 身長：130cm / 体重：35kg】
夜夢族の無邪気で甘えん坊な女の子。ヤムヤムの森に住み、人の心が読める。自然を愛し、森を駆け巡っては得意の木の実取りをしながら毎日を楽しく過ごしている。翔を兄のように慕っており、ストーリー終盤で登場し、最後のパーティメンバーとして加入する。そのため出番は少なめ。
小説版では最後に翔と再会の約束として指切りげんまんを交わし、直後、翔と別れることとなった。
「なのぉ」と語尾に付けるのが特徴。使用武器は弓矢。
イムル=ルズ=ギ
声 - 保志総一朗
【種族：火竜族 / 性別：男 / 年齢：18歳 / 身長：170cm / 体重：56kg】
火竜族の王子でナムリアの弟。普通に話せるが、普段は癖をつけた話し方をする。落ち込みやすいひかるの心の支えになった。ひかると初めて会った時、暴漢に絡まれていた彼女を助けたのだが錯乱していたひかるは助けてもらったことに気づかずに泣き叫び、通り掛った翔に「イムルがひかるを襲っている」と誤解されて殴られたことがある。しかし、特にそのことは気にしておらず、翔には友好的に接している。中盤に火竜城に潜入した際に、案内役として一時的に仲間に加わる。別れた後は後方支援に徹し翔たちとは別行動をとる。
使用武器は剣。
小説版
出会う経緯が大きく変わり、オパスの監視のため騎士たちと行動していたところ、盗賊（実はオパスの部下）に襲われていたひかるを助けるというものに変更された。またゲームよりも「キレ者の王子」という面が強調されている。
アルバイジャン
声 - 立木文彦
【種族：夜夢族 / 性別：男 / 年齢：？歳 / 身長：190cm / 体重：80kg】
火竜族の商人。翔たちの同行者。当初は胡散臭いことからあまり信用されていなかった。情報収集や商品の買い付けに長けている。
登場キャラクターの中で一番体格が良いものの、本来は研究者であるため戦いはできない。近い将来エネルギー不足に陥ることを予測し、「エレの樹」に代わるエネルギーを探す。その代わりに魔弾を作成して翔たちの手助けをする。実は夜夢族で、オパスに協力するカレンは同郷の出身。しかしアルバイジャンはナムリアと恋仲にあった。
小説版ではエピローグにて彼の正体の一端が秋穂視点で描かれている。
小説版
ヒトシと一緒に女湯の覗きに加担しようとするなどスケベな性格。重工業や秋穂の父親のことなど知っており、ただの夜夢族ではないとされていた。
地球にも別人として「アルバイジャン」は存在しており、本名はアルバート・ジャンセン。秋穂の父・吉永博士の研究者仲間であり、若手同僚からあだ名でアルバイジャンと呼ばれていた（父親がアゼルバイジャン出身のため）。小柄で細身とアイシアのアルバイジャンとは似ても似つかない。
彼が吉永博士と研究していたのは植物や動物にナノマシンを注入し、寿命を飛躍的に伸ばすというもの。その一環として一つの広葉樹にナノマシンを埋め込み、その結果、アイシアの樹と同じ「光る樹」を生み出した。これは「Project Earth-ia（プロジェクト・アーシィア）」と呼ばれており、またの名を「ERE system（エレ システム）」という。これらのことからアイシアの世界は、地球の人間が生み出したことが示唆されている。

### 同級生
ゲームでは月光族の村イオピロスにとどまるが、小説版では主要キャラクターとして最終決戦まで同行する。
斉藤 ヒトシ（さいとう ヒトシ）
声 - 高橋広樹
【種族：地球人 / 性別：男 / 年齢：17歳 / 身長：187cm / 体重：68kg】
翔の同級生で、中学時代からの友人。能天気でお喋り。極度の方向音痴。マテリア（声 - 石松さやか）の世話をしているうちに親しくなる。エンディングにおいても地球には戻らず、マテリアの研究につき合って側に残ることを決意する。
小説版ではマテリアとの絡みがなく、彼の代わりに学と絡みがある。体格は良いが非戦闘要員でストーリーにもほとんど絡まない。しかし小説版では翔たちと共に旅に同行しているのでそれなりに出番がある。さらに序盤でのジャームとの戦闘ではベルトを武器に戦い、ラストバトルではレディに捕まったユカを助けようとして立ち向かうなど男気を見せている。
見かけによらず家事全般を得意とする。
高木 学（たかぎ まなぶ）
声 - 高橋直純
【種族：地球人 / 性別：男 / 年齢：17歳 / 身長：169cm / 体重：50kg】
メガネがトレードマーク。翔の同級生。特にシャイと親しくなる。見た目どおりに非戦闘要員でストーリーにもほとんど絡まない。エンディングにおいても地球に戻らずシャイの側に残った。小説版ではヒトシ同様旅に同行している。
写真部所属で常にカメラを持ち歩いている。
小説版ではカメラのストロボをたいてジャームを怯ませ翔の危機を救っている。またマテリアとの絡みも多い。同作品では翔から「ファンタジー小説が好き」であることが語られている。

### 月光族
人間でいうところの「男」がいない民族。自然に生まれてくるが、小説版では火竜族の男と結婚し子供を作る者もいることが語られた。
シャイ
声 - 古谷磨美
ルーの幼馴染。17歳。ルーとはケンカ中で口も利かず、仲直りしたいルーとは対照的に相手にしない。月光族の中でも1、2位を争う弓の名手。学と親しくなる。小説版には未登場。
ファンナ
ランドー族長の娘。優しい心の持ち主。ルーの行動を指摘しながらもフォローする。
エウリケ
声 - 和田みちる
月光族の神官長。女神の声を聞くことができるが、知らないうちに女神に成り替わった魔女のミュウの意見を聞いていた。顔を真っ白にメイクしている怪しげな人物だが、女神を心の底から信頼しているだけで悪い人物ではない。その女神が実は魔女の片割れだと知るのは後のことになる。レディが滅びた後は自分が犯した罪を償うべく月光族の繁栄に尽力することを誓い、これまでの無礼を翔に詫びている。
小説版では容姿が異なり、フード付きのローブで素顔が隠れている。ゲームと同じく「翔たちは村に災厄をもたらす偽守護者」とミュウに騙され、翔たちをイオピロスに入れることなく追い払ってしまう。ゲームよりもヒステリックで独善的な人物として描かれており、ルーからは胡散臭いと見られており信頼されていない。
ランドー
声 - 新谷恵
月光族の族長。穏やかな中年女性だが規律には厳しく、掟を破った翔たちを村から出て行くように指南する。
小説版ではエウリケが受けた「神託（ミュウの罠）」を無視することはできないと翔たちに説明し、イオピロスに入れることはなかったが、「協力してはいけない」と言われたわけではないので様々な物資を渡して支援し、ルーにもカーライルまでの護衛としてつけている。翔たちがイオピロスに入らない関係上、ゲームよりも出番が減っている。

### 火竜族
機械文明によって発展を遂げた民族。激しい怒りを抱く時、肉体はドラゴンへと変異する。これは罪人の証とされており変異した者は王城地下に幽閉されている。小説版では設定が異なり、王家に伝わる玉璽を用いることで己の命と引き換えにドラゴンを召喚するというものになっている。
ナムリア=ルズ=ギ
声 - 杉本ゆう
イムルの姉。18歳。母の女王の補佐として働く。内気で余りしゃべらない。オパスの婚約者ということになっているが、実はアルバイジャンと恋仲にある。
小説版では母の死を目の当たりにした後、正式に女王として任命され、内気ながらも女王らしく振舞おうとする姿勢が見られた。
レア=ルズ=ギ
火竜族の女王。争いを好まない穏やかで優しい性格。富国強兵のために「エレの樹」の実験を推し進めている。だが過剰なエネルギー搾取に心を痛めつつもある。飛竜の牙の反乱によりナムリアとイムルを護るためにドラゴンへと姿を変えて最後まで戦い、死亡した。
小説版では王宮内にジャームが侵入したことで玉璽を用いて自身の命と引き換えにドラゴンを呼び出し、戦いの後死亡した。死の直前、ナムリアに女王の座を託しイムルに支えるよう頼んだ。
ヴァムール
声 - 銀河万丈
イムルの叔父。巨大なドラゴンとなったことで王城の地下に幽閉されていた。翔たちを助けた後、聖地ヤムヤムまで送り届ける。その後、ポーポーたちを助けた後、力尽き命を落としたことが語られた。
小説版には未登場。
コルプ=ギ
小説版で語られたオリジナルキャラクター。ギ家の遠縁にあたる人物で摂政を務める。王位継承権はない。オパスの怪しい動きに対し、ナムリアと婚姻を結ばせることで王家の人間に加え、権力を与える形で取り込むようナムリアに進言した。
オパス=ノウジ
声 - 永野広一
アルバイジャンの元友人であり、ナムリアの婚約者。女王親衛隊の隊長。エレの樹が持つ莫大なエネルギーを搾り取ろうとしている。アゼルと手を組み、飛竜の牙を使って国内を混乱させた。その後、自らの手で組織の反乱を収めたことにより国民から英雄視されることになった。
筋書き通り王家を始末し、組織をつぶしたことによってユーロリアを支配したが、用済みとなった彼はアゼルに裏切られ背中を剣で突き刺されてしまう。
死の直前アルバイジャンと出会い「国家としてユーロリアを強い国にしたかった」と自分の胸の内を打ち明け和解した。
小説版
同じく勝たちと敵対するが、ゲームとは違いただの利己的な悪党として描写された。アゼルの手引きでユンに反逆の罪を着せて殺害したことで翔の怒りを買い、アルバイジャンの策によって逆襲され人質に取られてしまう。この際、翔から「あんたが相手なら良心も傷まない」と告げられた。アゼルに殺されるのは同じだがラストバトル直前となっている。翔がアゼルの正体を魔女と見抜いたため、プラダはオパスを利用できなくなった。このことからオパスは、正体を現したプラダに隙を突かれ致命傷を受けてしまう。自分が利用されていただけだと知った直後、プラダに頭を踏み潰されて殺された。
アゼル
声 - 永田亮子
王族の「エレの樹」に対する実験を中止させるために、「飛竜の牙」を設立。その美貌と知的なイメージから人望も厚い。反国家組織「飛竜の牙」のリーダーだが、それは表の顔。実はオパスと手を組んでおり組織はただ利用していたに過ぎない。
正体は魔女（レディの分身）の1人プラダ。オパスの権力を利用してエレの樹のエネルギーを搾取し、レディを蘇らせようとする。
ユン=ゼフ
反国家組織「飛竜の牙」のNo.2。貴族の青年で組織のリーダーであるアゼルを心から信頼している。真面目な性格で自らの信念に基づいてアゼルと共にテロ活動を行う。アゼルの指示でユーロリアに対して反乱を起こした後、アゼルによって全ての罪を着せられ始末された。
小説版
役回りはゲームとほぼ同じだが性格が掘り下げられている。自分では何もできず頭の中で革命しているだけと評されており、アゼルの下っ端という立場が如実になっている。神経質な性格で怒りっぽいが小心者。アルバイジャンの巻き添えで投獄されたユカたちの身柄を条件に翔を脅すが、そこは小心者なので悪党にはなり切れず控えめな言い方で交渉を持ち掛けていた。「一斉決起」により王都で暴れた後は用済みとなり、翔とアルバイジャンの目の前でアゼルに致命傷を負わされ、利用されただけの自分の惨めさを呪っていたところオパスによって斬り捨てられた。翔は助けようとしたがユンの陰にアゼルがいたため銃を撃てなかった。ゲームと同じく革命を行った黒幕としてすべての罪を着せられるという末路を辿った。

### 夜夢族
カレン
夜夢族の1人。不眠不休で研究に没頭するほど、エレの樹に強い関心を抱いている。アルバイジャンの元研究者仲間。アルバイジャンに対して恋愛感情を持っていたが、アルバイジャンが離れたことによって暴走。最後はエレ・ドームの爆発に巻き込まれ爆死した。
小説版には未登場で名前も出てこない。
ピエン
老人。アルバイジャンとは知り合い。
ポーポー
ハーミーと同じ年頃の男の子。薬草摘みが好きだが、虫が苦手なので困っている。優しく思いやりがあり、我慢強い。小説版では名前が出るだけで実際の登場はない。

### 女神
エレの樹の女神
エレの樹の化身。アイシアを護る女神だが戦う力はほとんど残っていない。宇宙より飛来してきた侵食者レディに肉体を乗っ取られるが、そのままレディを肉体に閉じ込め、いつか魔女を倒す守護者として翔を生み出し地球へ送った。
翔から「母親のようなもの」と言われ、母親扱いされたことを喜んでいた。しかしレディに愛する者を殺された直後ということもあり、「同じくらい憎い」とも言われた。
告白してきたヒロインはレディに殺されてしまったが、翔の幸せを願い、最後の力を用いて奇跡を起こし生き返らせた。エンディング次第では「守護者」ではなく最後に「翔」と呼び、別れの言葉を独白して人知れず立ち去っていく。
小説版
序盤にレディとの戦いやアイシアのことを翔に託し、以後は登場しない。体内にレディを閉じ込めたというのは同じだが、自身をユーロリア王都にあるエレドーム（研究施設）の封印の間に閉じ込めたという設定になっている。また、レディと拮抗しているためどちらの精神も肉体を操れないでいるため、プラダはレディに力を注ぐことで精神的に勝利させようとした。その後、レディは翔によって消滅し、女神も共に消え去った模様。

### 魔女
ミュウ
声 - 山本麻里安
魔女の1人。道化師風の衣装をまとった若い女性。しかし言動は幼く、常に他者を見下し、冷酷かつ残虐で享楽的。本人はレディの仲間だと思っているが、自身は分身に過ぎないことを知らない。月光族で女神のフリをしてエウリケたちに嘘の助言をしていた。人間を虫けらのように思っており、翔の怒りを買ってしまう。中盤に一度現れて戦うがその時点では決着がつかず撤退。以降は戦うことなく出番も少なくなる。また敗北したことで実体が維持できなくなり半透明になっている。
ラストバトル直前にはプラダに翔たちの抹殺を懇願するが、そのためには力が足りないとしてプラダに吸収されてしまう。
小説版
密かに翔たちを監視していたことが判明し、それに伴い出番も増えた。終盤ではオパスの私兵たちを惨殺後、自身もプラダによって致命傷を負わされ、レディの分身に過ぎないという真実を伝えられる。最期はレディ復活のためのエネルギーとして強制的に融合させられ、完全に取り込まれて消えるその時まで命乞いを続けていた。
プラダ
声 - 永田亮子
飛竜の牙リーダー・アゼルの正体。レディの分身の1人であり、レディを蘇らせるためにアイシアを混乱に陥れ、生命エネルギーを集める。人間を虫けらと見て見下している。冷徹な性格で散々利用したユンやオパスも不要となれば殺害し、レディを完全復活させるために同じ分身であるミュウを手に掛けた。カーライルの人々の生命力をレディ復活のために生贄に捧げ、翔たちも生贄に捧げようとするが敗北。最期は自害し、我が身すらもレディ復活のために捧げた。最期まで本体であるレディのために分身として行動した。その後、レディから呼び出された複数分身となり、一行を拘束する。このイベントではエンディングを迎える仲間が翔を庇い、レディの手に罹って死んでしまう。その後、レディの消滅に伴い消え去った。
小説版
役回りは同じだがユンやオパスなど協力者を平然と裏切り、ゲーム本編以上に残酷に殺している。ラストバトル直前で正体を翔に見抜かれ、用済みとなったオパスを惨殺。そしてミュウに真実を伝えレディと強制的に融合させ、自身もレディ復活のために生贄として捧げた。ミュウを吸収させた際は「寂しくないように自分もすぐに行く」と告げており、彼女に対する仲間意識が窺えた。ゲームとは違い、翔が持つ魔弾のエネルギーをレディに与えるのが目的だったため翔たちに手出しはせず、戦うことはなかった。
レディ
声 - 根谷美智子
全ての元凶にして、翔たちが倒す最後の敵。自らを「万物の破壊者」を名乗る。性格は尊大で他者を見下し、破壊と殺戮のためだけの存在する。
正体は宇宙より訪れた暗黒という存在。ゆえに実態は存在せず生命体に取り付き「魔女」へと変えてしまう。エレの樹の女神の肉体を乗っ取るが、それは女神の策略であり、そのまま女神の肉体ごと封印された。しかし、プラダによって復活させられる。
暗黒という存在を倒せるのは翔の持つ銃のみ。
他、分身を生み出す能力を持っている。あらゆるエネルギーを吸収して幾多の星を滅ぼしてきた。
エレの樹の力で復活するはずだったが翔たちに阻まれたため、プラダ自身とカーライルの人々の生命力によって復活を果たす。プラダを再び呼び出して翔たちの動きを封じ、手始めに翔の生命を取り込もうと狙うが仲間が庇ったことで失敗。このイベントにより「告白」してきたキャラクターは離脱してしまうため、5人で戦うこととなる。レディ戦後、下記の「ファイナルレディ」へと形態を移行する。
ファイナルレディ
レディが変身した姿。ラストバトルにおける最終形態。首から下が昆虫のように変化している。最期はアーティアの力を結集させた翔の銃弾に貫かれ消え去った。
小説版
設定が若干変わり、正体不明の創造主によって生み出されるが反旗を翻し、勝利。弱った身体を癒すべくアイシアに侵攻したという。そして世界に戦乱を巻き起こすが、後に女神と同化。しかしそのまま封印されることは分かっていたので分身として二人の魔女を生み出した。それがプラダとミュウとなる。
ユカの身体を乗っ取ろうとしたがルーの策により失敗。怒り狂ったレディはルーに致命傷を負わせ、怒りに駆られて放った翔の魔弾のエネルギーを吸収した。しかし、翔の放った銃弾は仲間との絆によって生まれた力であり、仲間も絆も知らないレディでは吸収できないと叩きつけられ、強大な光の本流に飲み込まれて完全に消滅した。その際に「私は自己増殖型自動兵器W-Lady35型」と自らの正体を匂わせる発言を残している。

## 小説版
作者は庄司卓。イラストはゲームと同じく七瀬葵が担当。ただし新規イラストや挿絵はない。ゲーム本編を一冊にまとめているためカットされているシーンが多いが、逆にゲームでは語られなかった部分や設定などが描かれている。